# Anton Mucha
Anton Iwanowicz Mucha (ros. Антон Иванович Муха, ukr. Антон Іванович Муха; ur. 1928, zm. 2008) – radziecki i ukraiński kompozytor.

## Wybrana muzyka filmowa
- 1965: Baśń o carewiczu i trzech doktorach
- 1969: Straszny zwierz
- 1973: Łowienie wzbronione
- 1979: Opowieść o cudownym doktorze